# Conus lynceus
Espèce
Statut de conservation UICN

 LC  : Préoccupation mineure
Conus lynceus est une espèce de mollusques gastéropodes marins de la famille des Conidae.
Comme toutes les espèces du genre Conus, ces escargots sont prédateurs et venimeux. Ils sont capables de « piquer » les humains et doivent donc être manipulés avec précaution, voire pas du tout.

## Description
La taille d'une coquille adulte varie entre 50 mm et 89 mm. La coquille est quelque peu gonflée, sulcinée à distance en dessous, sinon elle est lisse. La coquille est blanche, entourée de taches marron, de nuages et de marques obliques et triangulaires. Elle possède une spire très pointue et maculée. 

## Distribution
C'est une espèce Indo-Pacifique que l'on trouve le long de Taiwan, des Philippines, de Java, des îles Salomon, du Queensland, en Australie. 

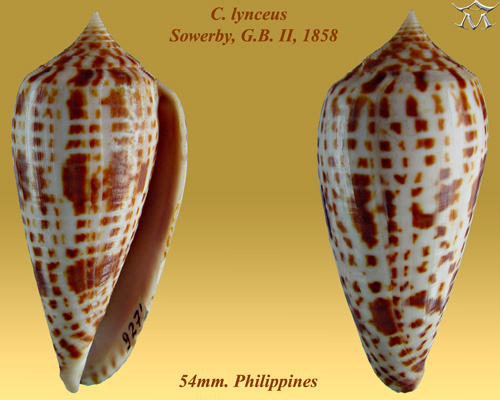
Conus lynceus Sowerby, G.B. II, 1858.
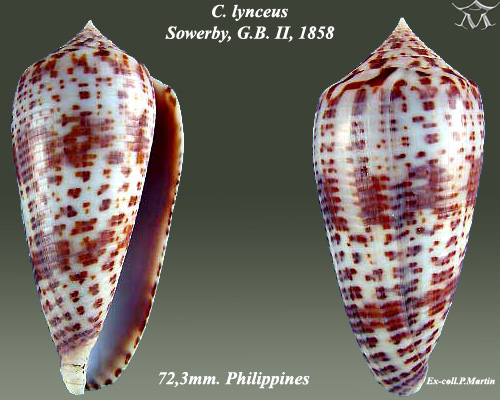
Conus lynceus Sowerby, G.B. II, 1858.

### Niveau de risque d’extinction de l’espèce
Selon l'analyse de l'UICN réalisée en 2011 pour la définition du niveau de risque d'extinction, cette espèce est présente à Taiwan, aux Philippines, en Thaïlande occidentale, à Java, dans les îles Salomon et dans le nord-est de l'Australie. Cette espèce est peu commune en eau profonde. Il n'y a pas de menaces majeures connues pour cette espèce. Nous l'avons inscrite dans la catégorie " préoccupation mineure ".

## Taxinomie

### Publication originale
L'espèce Conus lynceus a été décrite pour la première fois en 1858 par le naturaliste, illustrateur et conchyliologiste britannique George Brettingham Sowerby II dans « Monograph of the genus Conus »,.

### Synonymes
- Asprella lyncea (G. B. Sowerby II, 1858) · non accepté
- Conus (Phasmoconus) lynceus G. B. Sowerby II, 1858 · appellation alternative
- Graphiconus lynceus (G. B. Sowerby II, 1858) · non accepté